# 猪熊純子
猪熊 純子（いのくま じゅんこ、1958年 - ）は、日本の地方公務員。内閣官房地域活性化統合事務局次長、内閣府政策参与、東京都知事補佐官、東京都会計管理局長、東京都副知事、東京オリンピック・パラリンピック競技大会組織委員会副会長等を歴任した。父は弁護士で元公明党参議院議員の猪熊重二。

## 人物・経歴
神奈川県出身。神奈川県立横浜翠嵐高等学校を経て、1981年に一橋大学法学部卒業後、社会の役に立つ仕事をしたいと考え、当時の一橋大生の進路としては珍しかった東京都庁に入庁。学術休職制度で留学し、1992年ハーバード大学ケネディ・スクール修士課程修了、公共経営修士（MPA）。
墨田区厚生部高齢者福祉課長を経て、1998年から東京都港湾局副参事（人事担当）として東京臨海副都心の開発等に携わった。東京都福祉局総務部計理課長（統括課長）、東京都産業労働局参事（総務部総務課長事務取扱）、東京都立短期大学事務局長を経て、高橋宏理事長の下で公立大学法人首都大学東京経営企画室長を務めた。この間諏訪康雄法政大学教授が座長の経済産業省社会人基礎力に関する研究会委員を兼務。東京都産業労働局産業企画担当部長として「東京都産業振興基本戦略（2007-2010）」策定にあたり、2006年から2008年まで公益財団法人東京都中小企業振興公社監事を兼務。その後東京都知事本局で国際共同事業担当部長や外務部長として、多賀敏行儀典長や川田司儀典長の下で都市外交に携わり、2008年のC40気候変動東京会議等を担当。2009年から東京都水道局経理部長。
2011年東京都知事本局局務担当部長となり、内閣官房地域活性化統合事務局次長として出向。和泉洋人事務局長や加藤利男事務局長、枝廣直幹事務局長代理の下、「環境モデル都市・環境未来都市」構想等を担当し、内閣府政策参与も務めた。その後、東京都知事本局理事（国政広域連携・特命担当）兼地方分権推進部長事務取扱、東京都政策企画局理事（報道総括担当、知事補佐担当（東京都知事補佐官））兼東京都生活文化局理事（企画調整担当）等を経て、2016年東京都監査事務局長。2017年東京都会計管理局長（会計管理者）。
2017年、女性初の東京都知事である小池百合子の下、22年ぶりで2人目の女性東京都副知事に就任。担当は政策企画局、生活文化局、オリンピック・パラリンピック準備局、会計管理局、東京都教育委員会、監査委員。同年、山本隆前副知事の後任の東京オリンピック・パラリンピック競技大会組織委員会副会長及び 共同実施事業管理委員会委員長に就任。2019年東京都参与、東京臨海ホールディングス代表取締役社長、東京臨海副都心まちづくり協議会理事。2020年東京外国語大学経営協議会委員。2021年東京トラフィック開発代表取締役社長。趣味はハイキング。